# Dracula (1931)
Dracula is een Amerikaanse horrorfilm uit 1931, geproduceerd door Universal Pictures Co. Inc. De film is gebaseerd op de roman Dracula van Bram Stoker. De film geldt tegenwoordig als een klassieker.

## Verhaal
Renfield, een Britse advocaat, reist af naar Transsylvanië voor een afspraak met graaf Dracula. Hij belandt in een dorpje waar alle inwoners heel bang lijken te zijn voor het kasteel van de graaf. Volgens de verhalen wonen er vampiers. Renfield wordt opgehaald door Dracula's koets, met een vermomde Dracula als koetsier.
In het kasteel wordt Renfield welkom geheten door de charismatische maar ietwat vreemde edelman Dracula. Het publiek krijgt reeds te zien dat hij een vampier is, maar Renfield vermoedt nog niets. Het blijkt dat Dracula een landhuis genaamd Carfax Abbey heeft gekocht in Engeland. Renfield heeft de papieren om de koop af te ronden. Omdat het al laat is biedt Dracula Renfield aan in het kasteel te overnachten. Die nacht dringt Dracula Renfields kamer binnen, en maakt hem tot zijn slaaf.
Dracula vertrekt met Renfield als zijn dienaar per boot naar Engeland. Renfield is door Dracula's invloed veranderd in een raaskallende gek. Tijdens de reis doet Dracula zich tegoed aan de bemanning van het schip. In Engeland blijkt Renfield de enige nog levende persoon aan boord te zijn. Hij wordt opgesloten in een inrichting gerund door Dr. Seward. Dracula neemt zijn intrek in zijn nieuwe landhuis.
Enkele nachten later ontmoet Dracula Dr. Seward, die hem voorstelt aan zijn dochter Wilhelmina Harker (Mina voor vrienden), haar verloofde John Harker en een vriend van de familie, Lucy Weston. Lucy is meteen gefascineerd door Dracula. Die nacht bezoekt Dracula haar, en bijt haar. De volgende dag sterft Lucy door bloedverlies.
Enkele dagen later krijgt Dr. Seward bezoek van de arts professor Van Helsing, die het vreemde gedrag van Renfield wil onderzoeken. Renfield blijkt te zijn geobsedeerd door het eten van kleine dieren omdat hij denkt zo hun levensenergie te verkrijgen. Hij stelt Renfield wat vragen over vampiers, en ontdekt dat Renfield mogelijk zelf slachtoffer is van een vampier.
Dracula kiest Mina uit als zijn volgende slachtoffer. Zij sterft niet direct, en vertelt de anderen dat ze een droom heeft gehad over hoe Dracula haar bezocht. Die avond komt Dracula op bezoek bij de Sewards. Van Helsing en Harker ontdekken dat Dracula geen spiegelbeeld heeft. Van Helsing confronteert Dracula met dit feit. Deze slaat de spiegel kapot en vertrekt overhaast. Voor Van Helsing is het duidelijk: Dracula is een vampier.
Wanneer Mina in de krant berichten leest over kinderen die zouden zijn aangevallen door een mooie dame, herkent ze de dame in kwestie direct als Lucy. Lucy is zelf een vampier geworden doordat ze gestorven is aan een vampierbeet. Harker wil Mina in veiligheid brengen in Londen, maar volgens Van Helsing is ze veiliger bij haar familie. Hij geeft haar een krans van monnikskap als bescherming. Daarna gaat hij naar Carfax Abbey om Dracula te vernietigen. Deze kan echter ontkomen.
Mina dreigt ondertussen almaar meer een vampier te worden. Dracula slaagt erin haar te ontvoeren en mee te nemen naar zijn landhuis. Daar volgt een laatste confrontatie tussen de vampier en de protagonisten. Van Helsing doodt Dracula met een staak.

## Rolverdeling
| Acteur             | Personage           |
| ------------------ | ------------------- |
| Béla Lugosi        | Graaf Dracula       |
| Helen Chandler     | Mina Harker         |
| David Manners      | John Harker         |
| Dwight Frye        | Renfield            |
| Edward Van Sloan   | Abraham Van Helsing |
| Herbert Bunston    | Doctor Jack Seward  |
| Frances Dade       | Lucy Weston         |
| Joan Standing      | Briggs              |
| Charles K. Gerrard | Martin              |

## Achtergrond

### Productie
Dit was de eerste officiële verfilming van Bram Stokers roman Dracula. In 1922 werd de roman ook al verfilmd als Nosferatu, eine Symphonie des Grauens door de Duitse regisseur F.W. Murnau, maar dat gebeurde zonder toestemming. Bijgevolg had Stokers weduwe in een rechtszaak laten bepalen dat alle kopieën van de film vernietigd moesten worden. Regisseur Tod Browning zag wel wat in het verhaal van Bram Stoker, maar besloot niet de fout van zijn Duitse collega te maken. Hij werd bijgestaan door producer Carl Laemmle Jr.
Browning wilde van de film een concurrent maken van Hunchback of Notre Dame en The Phantom of the Opera, twee succesvolle films. Browning zag het liefst acteur Lon Chaney in de hoofdrol, maar deze stierf nog voor de productie goed en wel op gang kwam aan de gevolgen van kanker. Browning moest het ook doen met een laag budget als gevolg van de financiële problemen van de filmstudio.
Wegens dit lage budget moest Browning een paar grote veranderingen aanbrengen in het scenario, en de film minder strikt het verhaal uit het boek laten volgen. Browning besloot uiteindelijk Deane/Balderstons toneelstuk over Dracula als basis te gebruiken voor zijn film. De vraag wie nu de rol van Dracula moest spelen bleef nog lange tijd onbeantwoord. Uiteindelijk werd het de Hongaarse acteur Béla Lugosi. Dat ging niet zonder slag of stoot. Laemmle zag zelf niets in Lugosi als Dracula, ondanks de veelbelovende kritieken die de acteur kreeg.

### Verschillen met de roman
- Quincey Morris en Arthur Holmwood ontbreken.
- De roman speelde in de Victoriaanse Tijd. De film lijkt zich af te spelen rond 1931, toen de film gemaakt werd: de kleding en haardracht zijn duidelijk moderner. Wanneer Dracula in Londen loopt zijn er bovendien claxons van auto's hoorbaar.
- In het boek is het Jonathan Harker die naar het kasteel van Dracula gestuurd wordt, waar hij vervolgens zelf uit ontsnapt. In de film heeft Renfield dit deel van Harkers rol overgenomen, waarna hij als een krankzinnige terugreist met de graaf.
- In de roman werd Dracula als de vampier ontmaskerd door de terugkeer van Jonathan. In de film wordt hij ontmaskerd doordat hij meerdere keren het huis van zijn buurman Seward bezoekt, waarop Van Helsing ziet dat Dracula geen spiegelbeeld heeft.
- In de roman raakte Seward betrokken bij de zaak omdat hij de afgewezen aanzoeker van Lucy was. In de film is hij de vader van Mina. Lucy's verhouding met de andere personages blijft ietwat onduidelijk.
- Lucy wordt weliswaar een vampier, het is niet te zien dat er met haar wordt afgerekend, maar van Helsing zegt wel dat hij haar ziel zal redden.
- In het boek wordt Dracula in het nauw gedreven, waarop hij terugvlucht naar Transsylvanië: de protagonisten achtervolgen hem naar zijn kasteel, waar Harker en Morris hem doden met messen. In de film dringen Van Helsing en Harker de Londense schuilplaats van de vampier binnen, waar hij Mina gevangenhoudt. Van Helsing doodt Dracula in zijn slaap met een houten staak.
- Dracula wordt tegenwoordig meestal afgebeeld zoals hij er in deze film uitziet: gladgeschoren en gekleed in rokkostuum met een zwarte mantel. In het boek gaat Dracula volledig in het zwart en draagt hij een snor (en later ook een puntbaard). Bovendien verjongt hij in de loop van de roman door de hoeveelheid bloed die hij drinkt, wat in de film niet gebeurt.

### Première en reacties
Toen de film in première ging op Valentijnsdag 1931 schreven critici in kranten dat sommige mensen in het publiek bij het zien van de film flauw vielen door de schok. Deze publiciteit lokte extra bezoekers die puur uit nieuwsgierigheid de film wilden bekijken.
De film was tijdens de productie een grote gok voor de filmstudio. Ondanks de populariteit van het boek was het maar de vraag of het Amerikaanse publiek klaar was voor een serieuze horrorfilm gebaseerd op dit boek. De meeste horrorfilms tot dusver hadden altijd wel een vrolijke noot of humoristische ondertoon. De gok pakte goed uit: Dracula was een succes. Door dit succes ging Universal meer horrorfilms produceren zoals Frankenstein, The Mummy, The Invisible Man, Bride of Frankenstein, en The Wolf Man.
Een aantal scènes werden achteraf uit de film verwijderd, waaronder een epiloog.
Vandaag de dag wordt de film gezien als een klassieker.

### Vervolgen
Vijf jaar na de film bracht Universal een vervolg uit getiteld Dracula's Daughter. Hierna kwam nog een opvolger getiteld Son of Dracula. Graaf Dracula zelf keerde terug in enkele andere Universal Monsters-films, zoals House of Frankenstein (1944), House of Dracula (1945) en Abbott and Costello Meet Frankenstein (1948).

### Filmmuziek
Oorspronkelijk bevatte de film geen officiële filmmuziek. In 1998 kreeg componist Philip Glass de opdracht om de film alsnog van muziek te voorzien. De door hem geschreven filmmuziek werd opgenomen door het Kronos Quartet onder leiding van Michael Riesman. De originele versie heeft Het Zwanenmeer als openingsmuziek en tijdens het gesprek in de opera box is een klein stukje van de achtste symfonie van Schubert te horen.

## Prijzen en nominaties
- In 2000 won Dracula een plek op de lijst van de National Film Registry.